# Riho Sayashi
Riho Sayashi (鞘師里保 Sayashi Riho?, Hiroshima, Japón; 28 de mayo de 1998) es una actriz, bailarina y cantante.

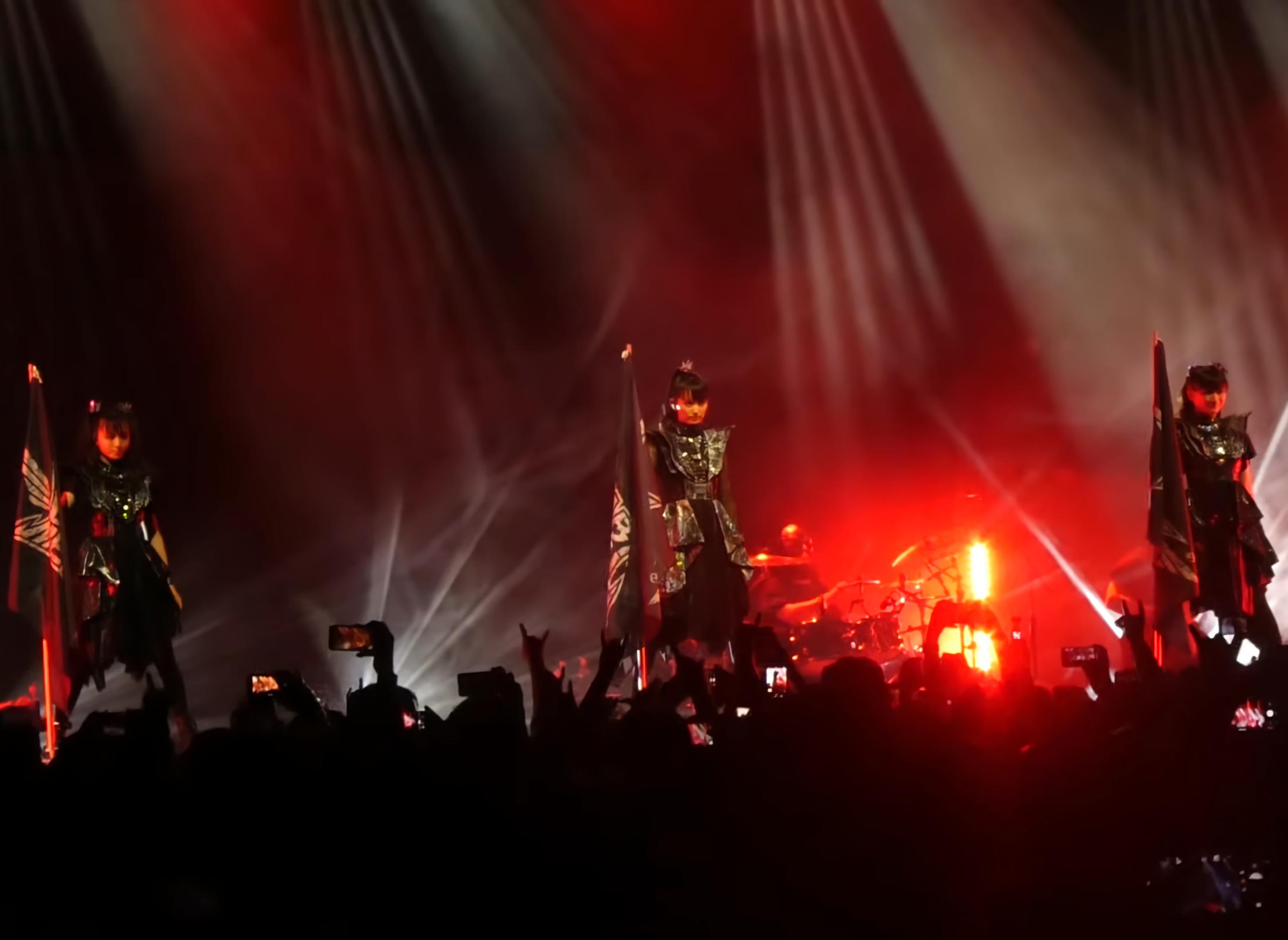
Babymetal Riho Sayashi

Perteneció a Hello! Project como miembro de novena generación de Morning Musume y el dúo del SATOYAMA movement Peaberry. Fue la integrante más popular de las incorporaciones de Morning Musume en 2011. Comenzando con "Only you", su segundo sencillo como miembro, fue empujada a convertirse en una de las figuras centrales del grupo como vocalista principal y bailarina, lo que la llevó a ser nombrada la "as absoluta" del grupo (絶対的エース) por los medios. Sayashi se graduó de Morning Musume a finales de 2015 y se tomó un descanso de las actividades de Hello! Project para estudiar idiomas y danza en el extranjero. El 7 de diciembre de 2018, se anunció que su contrato con UP-FRONT PROMOTION expiraba al final de noviembre de 2018 y posteriormente se graduó de Hello! Project.
En 2021 hace su debut como solista

## Biografía
Riho Sayashi nació el 28 de mayo de 1998 en la ciudad de Higashihiroshima en la prefectura de Hiroshima, Japón.
Es la mayor de 3 hermanos. Desde la edad de 6 años ha tomado clases de baile. Ha participado en diversos eventos, mostrando su gran talento para esta actividad.
Su tío es el exjugador de béisbol de Hiroshima Carp, Tomoya Sayashi.
Los antepasados de Sayashi eran artesanos en Hyogo. Se dice que el apellido Sayashi es poco común en Japón, por lo que son pocas las familias que lo poseen y todos están emparentados.
Antes de unirse a Morning Musume, Sayashi fue miembro de ASH (Actor's School Hiroshima) cuyos graduados incluyen a Suzuka Nakamoto, Himeka Nakamoto, Perfume, Ruru Dambara.

### 2010 - 2018
En 2010 participó en el evento del grupo Morning Musume: "Fashionable", en el cual tuvo oportunidad de conocer a las integrantes del grupo en el escenario. Posee experiencia para la actuación debido a su participación en la escuela de actores de Hiroshima.
Cuando Riho cumplió los 12 años de edad, participó en la audición para la entrada al grupo Morning Musume la cual pasó, y se convirtió en una de las cuatro chicas pertenecientes a la 9.ª generación en el grupo.
El 2 de enero de 2011, se presentó al público junto con sus otras tres compañeras de la 9.ª generación del grupo en el concierto llamado Hello! Project 2011 WINTER ~Kangei Shinsen Matsuri~. Fue la primera aparición en el escenario junto con sus compañeras Kanon Suzuki, Erina Ikuta y Mizuki Fukumura.
Ha sido considerada una de las mejores bailarinas que ha habido en Morning Musume, además de ser nombrada como la as absoluta de la historia del grupo. El productor Tsunku, indicó que Riho Sayashi era muy diferente a todas las personas que habían ingresado anteriormente al grupo por su talento en el baile, así como por sus expresiones en el canto. Se le asignó el color Rojo, dentro de la agrupación.
A la corta edad de 14 años, empezó a compartir el puesto de vocalista del grupo junto con su compañera Reina Tanaka, hasta la graduación de ésta, quedando Sayashi como el AS definitivo del grupo (vocalista y bailarina principal), en la conocida Colorfull Era (Etapa comprendida desde el ingreso de la 9a generación de Morning Musume hasta la graduación de Sayumi Michishige, en 2014).
Desde su ingreso, tuvo al menos una línea de solista en cada A-side de los sencillos, menos Oh My Wish! -en la que ella se desempeñó como bailarina-,  Mikaeri Bijin, y  One and Only, en los dos últimos ninguna integrante recibió una línea como solista.
Sus frases conocidas son: "Shuwashuwa pon!" por su afición a la bebida sidra carbonatada; y "Hyahhhooi", la cual utilizaba para iniciar sus blogs.
Además, Riho es muy buena en caligrafía japonesa y en el kendama.
Riho Sayashi, también participó en un dúo llamado Peaberry, junto a Ayaka Wada, desde 2013 a 2015.
El 29 de octubre, Sayashi anunció su graduación de Morning Musume el 31 de diciembre en el Hello! Project COUNTDOWN PARTY 2015 ~ GOOD BYE & HELLO! ~. Ella permanecería en Hello! Project, pero estudiaría inglés y bailaría en el extranjero por algún tiempo.
Seis días después del anuncio inicial, Sayashi también grabó un video en inglés para sus aficionados en el extranjero con la ayuda de Aika Mitsui en UP-FRONT LINK.
El 31 de diciembre, Sayashi se graduó de Morning Musume al final de la primera parte de Hello! Project COUNTDOWN PARTY 2015 ~ GOOD BYE & HELLO! ~ En Nakano Sun Plaza. Después, decidió estudiar idiomas y danza en el extranjero. Principalmente en la ciudad de Nueva York.Tsunku, después de la graduación, comentó que las miembros de Morning Musume tomaron su ejemplo y se esforzaron para subir su nivel de baile y canto teniendo en cuenta su influencia, no sólo en Morning Musume, sino en otros grupos de Hello! Project.
El 7 de diciembre de 2018, se publicó una actualización en el sitio web oficial de Hello! Project, anunciando que Sayashi se había graduado a fines de noviembre cuando finalizó su contrato exclusivo con UP-FRONT PROMOTION. Sayashi explicó que había decidido dejar la agencia. En ese momento, todavía tenía muchas cosas que quería asimilar, pero esperaba ver a todos una vez que se había convertido en su "nuevo yo". Agradeció a los aficionados por su apoyo continuo en los últimos tres años desde que se graduó de Morning Musume y quiere seguir cumpliendo sus sueños de cantar, bailar y actuar.

### 2019: Regreso a los escenarios y debut en solitario
Sayashi regresó de una pausa de 3 años y 3 meses para presentarse como invitada en el Hello! Project 20th Anniversary!! Hello! Project Hina Fes 2019 el 30 de marzo presentándose con las integrantes de la novena, décima y undécima generaciones que en ese momento estaban todavía en el grupo, y las otras exintegrantes invitadas, las exlíderes Risa Niigaki y Sayumi Michishige.
El 28 de junio de 2019 en Yokohama Arena, BABYMETAL realizó su primer concierto del año, BABYMETAL AWAKENS -THE SUN ALSO RISES-, donde un bailarín de apoyo tomó el lugar dejado por el tercer miembro Yui Mizuno (YUIMETAL), quien renunció por razones de salud en octubre. 2018. Aunque no se presentó a la bailarina de apoyo durante el concierto, los sitios de noticias y los miembros de la audiencia en las redes sociales la identificaron como Sayashi. Sponichi Annex informó que se elegiría una de las tres bailarinas de apoyo para cada una de las actuaciones de BABYMETAL, y Sayashi fue elegida para eso. Antes de debutar, Sayashi era rival de la vocalista principal de la banda, Suzuka Nakamoto (SU-METAL) cuando asistieron juntos a la Actor's School Hiroshima. Más tarde acompañó a la banda a sus siguientes conciertos en Inglaterra en el Festival de Glastonbury el 30 de junio y en la O2 Academy. Brixton en Londres el 2 de julio.
El 30 de abril del 2020 abrió su cuenta personal de Instagram.
El 15 de julio de 2020, se anunció que Sayashi, sería protagonista de la obra de teatro Kuro Sekai, la última entrega de la serie de musicales con temática vampiresca de Kenichi Suemitsu, TRUMP (acrónimo de True of Vamp), retomando su papel de Lily. El musical es la continuación de los eventos de LILIUM -Lilium Shoujo Junketsu Kageki- (musical protagonizado por integrantes de Morning Musume. '14 y S/mileage, teniendo a Sayashi y a Ayaka Wada como las protagonistas principales). El musical se presentó del 20 de septiembre al 4 de octubre en Tokio y del 14 al 20 de octubre en Osaka.
El 3 de septiembre de 2020, se anunció que después de trabajar como artista independiente desde 2019, Sayashi ahora firmó con la agencia Japan Music Entertainment.
El 21 de octubre de 2020, abrió su sitio oficial.
El 11 de enero de 2021, a través de Terminal, Sayashi lanzó su primera canción en solitario escrita por ella misma, Ano Hi Yakusoku Shita Kara, marcando su debut como solista y letrista.
El 28 de mayo de 2021, el día de su 23º cumpleaños, Sayashi iba a realizar un concierto individual en vivo en solitario, el primero desde que dejó Hello! Project. Este se aplazó al 9 de agosto debido a la declaración de estado de emergencia en Japón.
El 14 de julio de 2021, Sayashi lanzó el sencillo digital de prelanzamiento "Find Me Out" y anunció que lanzaría su primer EP en solitario bajo su propio sello Savo-r. Más tarde, el 21 de ese mes, lanzó BUTAI, también como sencillo de prelanzamiento del EP.
El 4 de agosto del 2021, Sayashi lanzó su primer EP, "DAYBREAK".
El 27 de noviembre, lanzó su segundo EP "Reflection"

## Trabajos
Para ver los lanzamientos de Riho con Morning Musume, vea Morning Musume#Sencillos

#### EPs
- DAYBREAK (2021)
- Reflection (2021)
- UNISON (2022)

### Programas de TV
| Año       | Nombre                                         |
| --------- | ---------------------------------------------- |
| 2011      | Bijo Gaku (美女学)                             |
| 2011-2012 | Hello Pro! TIME (ハロプロ！ＴＩＭＥ)           |
| 2012-2013 | Hello! SATOYAMA Life (ハロー！SATOYAMA ライフ) |
| 2014-2015 | The Girls Live                                 |